# مانويل ماريا بوريرو
مانويل ماريا بوريرو (بالإسبانية: Manuel María Borrero)‏ (و. 1883 – 1975 م) هو سياسي من الإكوادور ولد في كوينكا.